# Harquency
Harquency ist eine französische Gemeinde mit 273 Einwohnern (Stand: 1. Januar 2022) im Département Eure in der Region Normandie. Sie gehört zum Arrondissement Les Andelys und zum Kanton Les Andelys.
Die Einwohner werden Harquencéens genannt.

## Geographie
Harquency liegt etwa 47 Kilometer südöstlich von Rouen.

### Nachbargemeinden
Nachbargemeinden von Harquency sind Frenelles-en-Vexin im Norden, Suzay im Norden und Nordosten, Richeville im Osten und Nordosten, Mouflaines im Osten, Vexin-sur-Epte im Süden und Südosten, Guiseniers im Süden sowie Les Andelys im Westen.

## Bevölkerungsentwicklung
| Jahr      | 1962 | 1968 | 1975 | 1982 | 1990 | 1999 | 2006 | 2013 |
| Einwohner | 177  | 117  | 131  | 140  | 183  | 237  | 264  | 264  |

## Sehenswürdigkeiten

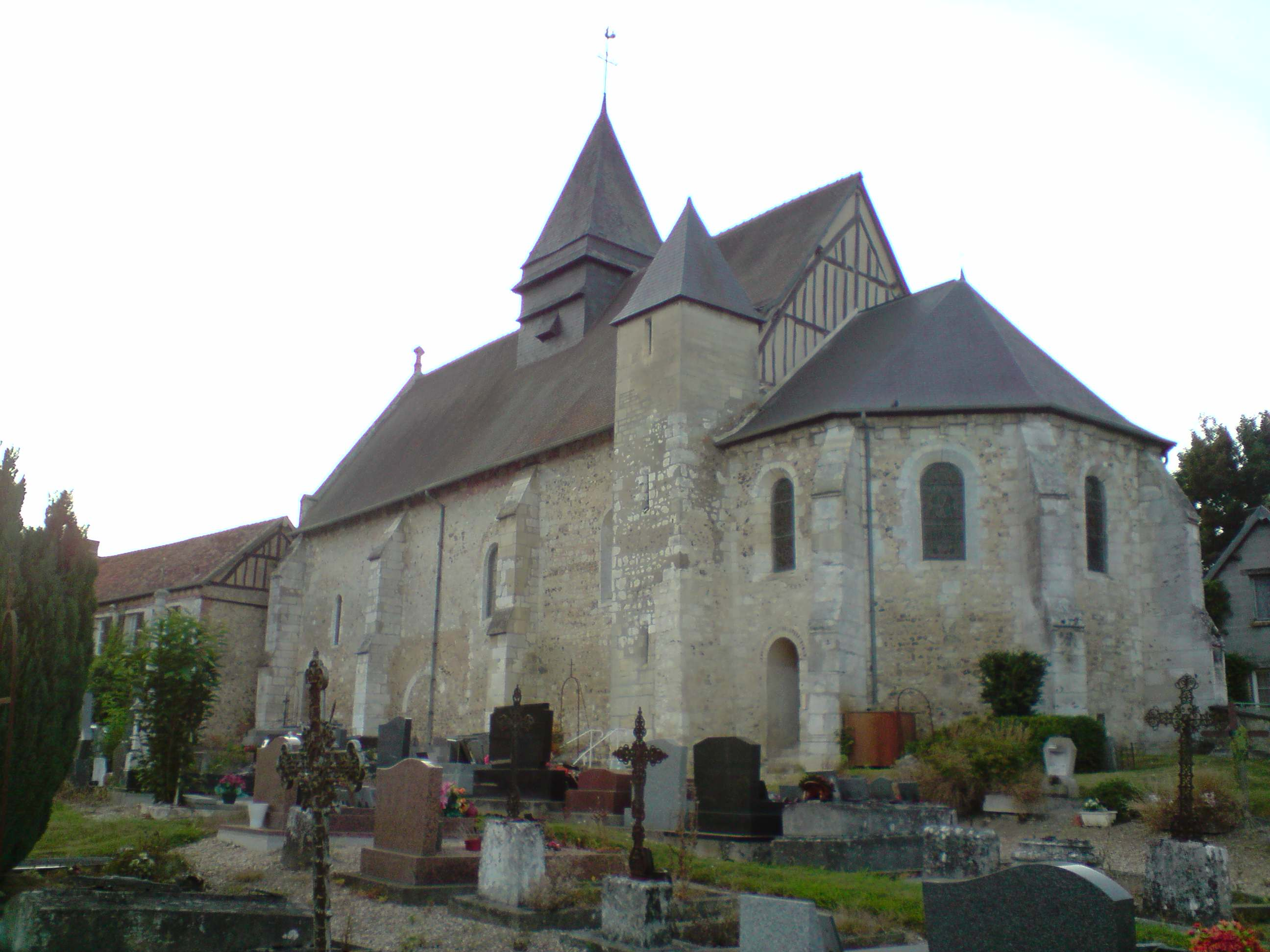
Kirche Saint-Pierre

- Kirche Saint-Pierre
- Mausoleum der Marie Magnart